# Gráfelli
A Gráfelli Feröer második legmagasabb hegycsúcsa. Magassága 856 m, ami mindössze 26 méterrel marad el a közvetlen közelében, tőle délnyugatra található Slættaratindurtól.

### Külső hivatkozások
- Gráfelli, Peakware.com (angol)
- Fénykép a Gráfelliről (holland)